# 劉雨辰
劉 雨辰（りゅう うしん、リュウ・ユーチェン、英: Liu Yuchen、1995年7月25日 - ）は、中国の男子バドミントン選手。身長193cm。東京オリンピックの男子ダブルス銀メダリスト。

## 経歴
同国の李俊慧とペアを組み、BWF世界ランキングは最高1位（在位期間は計10週）。
2021年には、2020年東京オリンピックに出場。決勝では、台湾ペアの李洋、王齊麟に敗れ、銀メダルを獲得。
その後、元来ペアを組んできた李俊慧が2021年11月に怪我を理由に引退を発表。それに伴い、2022年からは同国の欧烜屹とペアを組む。同年12月のBWFワールドツアーファイナルズで優勝を果たすなど、ペアを変更してからも好成績を残している。

## 東京五輪敗戦
彼と李のペアは、東京オリンピックの決勝で敗戦してしまう。その結果と、試合内容に対する批判が中国国内で彼らに殺到していた。中国版ツイッターの微博 (ウェイボー) では、「今年最も屈辱的なゲーム」「どうしてそんなにひどいプレーができるのか？」「このオリンピックで最も醜いバドミントン試合だった」等の心無い声が多数寄せられた。
また李は、同ウェブサイトで敗戦に対する謝罪と、勝者の台湾ペアに対する称賛のコメントを投稿。しかしこのコメントが中国ファンの批判を激化させてしまい、投稿を削除した。

## 概要
- 公式のインスタグラムの投稿には、「ポケットモンスター」や「ONE PIECE」等の日本文化を好む旨のものが多数投稿されており、親日派の選手としても知られる[4]。

- 同国の混合ダブルスプレーヤーの黄雅瓊と交際しており[5]、SNSではツーショットの写真もたびたび見られる。